# Асина
Аси́на (Аси́ны, др.-греч. Ἀσίνη) — древний город на высокой скале, на побережье Арголиды, Греция. Расположен менее чем в километре на восток от современного села Толон. В настоящее время сохранились фрагменты руин разных эпох: от бронзового века до средних веков.

## История
Первые поселения на месте города относятся к 2600—1900 годам до н. э.
Упоминается Страбоном и Павсанием при описании Пелопоннеса.
Со слов Павсания, древние жители Асины называли себя дриопами так как считали, что ведут своё происхождение от Дриопа (по их мнению — сына Аполлона). Ранее они проживали близ Парнаса, но после того как проиграли битву с Гераклом, переправились на кораблях на Пелопоннес и обратились с мольбой о помощи к царю Эврисфею. Тот, как человек ненавидевший Геракла, дал им для жительства Асину в Арголиде.
Во времена расцвета Микен город был портовым центром.
И Павсаний и Страбон ссылаются на упоминание Асины в Илиаде, в перечне городов, предоставивших корабли для троянского похода:
Мощный Аякс Теламоний двенадцать судов саламинских
Вывел с собою и стал, где стояли фаланги афинян.
В Аргосе живших мужей, населявших Тиринф крепкостенный
И Гермиону с Асиной, лежащие в бухте глубокой…Гомер, Илиада. II, 559
В начале VIII века до н. э. жители Асины присоединились к походу спартанского царя Никандра в Арголиду. Вместе с ним они опустошили земли Аргоса. После того как спартанцы возвратились домой, аргивяне, вместе со своим царём Эратом осадили Асину. Жители Асины мужественно оборонялись, но после взятия аргивянами крепостной стены, посадили жён и детей на корабли и покинули город, направившись в сторону спартанских владений.
Спартанцы предоставили изгнанникам для поселения землю в Мессении. Там был основан новый город с таким же названием — Асина (в настоящее время — Корони).
Аргивяне же, разрушив до основания Асину и присоединив их землю к своей, оставили в целости только храм Аполлона Пифаея.Павсаний, Описание Эллады. II, 36, 5
Город был полностью покинут жителями и находился в запустении примерно в течение 400 лет (до 300 года до н. э.).
В эллинистическую эпоху город опять заселяется и достигает процветания.
Во второй половине II века н. э., город вновь покинут жителями и представляет собой развалины, среди которых виден сохранившийся храм Аполлона, о чём свидетельствует Павсаний. 
Укрепления вокруг города сооружались византийцами в VI—VII веках и венецианцами (1690—1715).

## Раскопки

Фрагмент средневекового укрепления

В 1922—1930 годах Шведский институт в Афинах провёл первые раскопки на месте города.
К находкам эллинистического периода относятся остатки домов, оливковые прессы обнаруженные как на акрополе (верхнем городе), так и в нижней части города.
От римского периода остались термы в нижнем городе (V—VII вв.)

## Асина в современной литературе
Городу Асине и его царю посвящено одно из самых знаменитых стихотворений греческого поэта  Йоргоса Сефериса — «Асинский царь».